# تامسين ماذر
تامسين أليس ماذر (مواليد 1976) أستاذة بريطانية في علوم الأرض في قسم علوم الأرض، جامعة أكسفورد، وزميل في كلية أكسفورد الجامعية. تدرس العمليات البركانية وتأثيراتها على بيئة الأرض. وظهرت في التلفزيون والراديو.